# Gildoria iberica
Gildoria iberica är en stekelart som beskrevs av Van Achterberg 2003. Gildoria iberica ingår i släktet Gildoria och familjen bracksteklar. Inga underarter finns listade i Catalogue of Life.